# Gran Premio di Germania 2006
Il Gran Premio di Germania 2006 è stata la dodicesima prova della stagione 2006 del campionato mondiale di Formula 1. La gara si è tenuta domenica 30 luglio sul circuito di Hockenheim ed è stata vinta dal tedesco Michael Schumacher su Ferrari, all'ottantanovesimo successo in carriera; Schumacher ha preceduto all'arrivo il suo compagno di squadra, il brasiliano Felipe Massa, e il finlandese Kimi Räikkönen su McLaren-Mercedes.
Questo Gran Premio segna l'ultima gara in Formula 1 per il pilota canadese Jacques Villeneuve.

## Vigilia

### Aspetti sportivi
La Super Aguri ha sostituito il secondo pilota Franck Montagny con il giapponese Sakon Yamamoto, fino alla fine della stagione.

## Prove

### Risultati
Nella prima sessione del venerdì si è avuta questa situazione:
| Pos | Nº | Pilota           | Costruttore       | Tempo    | Gap    | Giri |
| --- | -- | ---------------- | ----------------- | -------- | ------ | ---- |
| 1   | 35 | Alexander Wurz   | Williams-Cosworth | 1'16"349 |        | 26   |
| 2   | 36 | Anthony Davidson | Honda             | 1'16"523 | +0"174 | 29   |
| 3   | 38 | Robert Kubica    | BMW Sauber        | 1'17"343 | +0"994 | 29   |

Nella seconda sessione del venerdì si è avuta questa situazione:
| Pos | Nº | Pilota             | Costruttore | Tempo    | Gap    | Giri |
| --- | -- | ------------------ | ----------- | -------- | ------ | ---- |
| 1   | 38 | Robert Kubica      | BMW Sauber  | 1'16"225 |        | 18   |
| 2   | 5  | Michael Schumacher | Ferrari     | 1'16"502 | +0"277 | 14   |
| 3   | 37 | Robert Doornbos    | RBR-Ferrari | 1'16"549 | +0"324 | 18   |

Nella sessione del sabato mattina si è avuta questa situazione:
| Pos | Nº | Pilota             | Costruttore | Tempo    | Gap    | Giri |
| --- | -- | ------------------ | ----------- | -------- | ------ | ---- |
| 1   | 15 | Christian Klien    | RBR-Ferrari | 1'15"628 |        | 14   |
| 2   | 12 | Jenson Button      | Honda       | 1'15"651 | +0"023 | 15   |
| 3   | 11 | Rubens Barrichello | Honda       | 1'15"963 | +0"335 | 19   |

## Qualifiche

### Resoconto
Nella Q1, l'americano della Scuderia Toro Rosso, Scott Speed, non riesce a segnare un tempo, e si schiera in ultima posizione. Vengono eliminati i tre team minori, mentre il primo tempo è di Felipe Massa, che stacca di mezzo secondo il compagno di squadra, secondo.
Nella Q2, i due piloti del team di casa, vengono eliminati, in una sessione che vede il distacco tra il decimo e il sedicesimo di soli 3 decimi. Oltre alle BMW Sauber, fuori le Williams, Christian Klien e Jarno Trulli, mentre Michael Schumacher diventa l'unico a scendere sotto l'1'14", ottenendo così il primo tempo, con 3 decimi di vantaggio su Felipe Massa.
Nella Q3 si sveglia l'Iceman, e con lui il motore Mercedes, che strappa una pole inaspettata, 3 decimi sotto Michael Schumacher. In secondo fila Felipe Massa e Jenson Button, mentre il leader del mondiale Fernando Alonso è solo settimo, distaccato da Kimi Räikkönen di 1'2" e da Michael Schumacher di 1'.

### Risultati
Nella sessione di qualifica si è avuta questa situazione:
| Pos | Nº | Pilota               | Costruttore       | Q1          | Q2       | Q3       | Griglia |
| --- | -- | -------------------- | ----------------- | ----------- | -------- | -------- | ------- |
| 1   | 3  | Kimi Räikkönen       | McLaren-Mercedes  | 1'15"214    | 1'14"410 | 1'14"070 | 1       |
| 2   | 5  | Michael Schumacher   | Ferrari           | 1'14"904    | 1'13"778 | 1'14"205 | 2       |
| 3   | 6  | Felipe Massa         | Ferrari           | 1'14"412    | 1'14"094 | 1'14"569 | 3       |
| 4   | 12 | Jenson Button        | Honda             | 1'15"869    | 1'14"378 | 1'14"862 | 4       |
| 5   | 2  | Giancarlo Fisichella | Renault           | 1'15"916    | 1'14"540 | 1'14"894 | 5       |
| 6   | 11 | Rubens Barrichello   | Honda             | 1'15"757    | 1'14"652 | 1'14"934 | 6       |
| 7   | 1  | Fernando Alonso      | Renault           | 1'15"518    | 1'14"746 | 1'15"282 | 7       |
| 8   | 7  | Ralf Schumacher      | Toyota            | 1'15"789    | 1'14"743 | 1'15"923 | 8       |
| 9   | 4  | Pedro de la Rosa     | McLaren-Mercedes  | 1'15"655    | 1'15"021 | 1'15"936 | 9       |
| 10  | 14 | David Coulthard      | RBR-Ferrari       | 1'15"836    | 1'14"826 | 1'16"326 | 10      |
| 11  | 9  | Mark Webber          | Williams-Cosworth | 1'15"719    | 1'15"094 | N.D.     | 11      |
| 12  | 15 | Christian Klien      | RBR-Ferrari       | 1'15"816    | 1'15"141 | N.D.     | 12      |
| 13  | 8  | Jarno Trulli         | Toyota            | 1'15"430    | 1'15"150 | N.D.     | 20      |
| 14  | 17 | Jacques Villeneuve   | BMW Sauber        | 1'16"281    | 1'15"329 | N.D.     | 13      |
| 15  | 10 | Nico Rosberg         | Williams-Cosworth | 1'16"183    | 1'15"380 | N.D.     | 14      |
| 16  | 16 | Nick Heidfeld        | BMW Sauber        | 1'16"234    | 1'15"397 | N.D.     | 15      |
| 17  | 20 | Vitantonio Liuzzi    | STR-Cosworth      | 1'16"399    | N.D.     | N.D.     | 16      |
| 18  | 19 | Christijan Albers    | MF1-Toyota        | 1'17"093    | N.D.     | N.D.     | 21      |
| 19  | 22 | Takuma Satō          | Super Aguri-Honda | 1'17"185    | N.D.     | N.D.     | 17      |
| 20  | 18 | Tiago Monteiro       | MF1-Toyota        | 1'17"836    | N.D.     | N.D.     | 18      |
| 21  | 23 | Sakon Yamamoto       | Super Aguri-Honda | 1'20"444    | N.D.     | N.D.     | PL      |
| 22  | 21 | Scott Speed          | STR-Cosworth      | senza tempo | N.D.     | N.D.     | 19      |

In grassetto sono indicate le migliori prestazioni in Q1, Q2 e Q3.

## Gara

### Resoconto
Kimi Räikkönen conserva la prima posizione alla partenza davanti alle due Ferrari, alle due Renault e a Jenson Button; in un paio di tornate l’inglese si sbarazza di Alonso e Fisichella salendo al quarto posto. La prima sosta del finlandese di ghiaccio arriva al giro 10, consentendo ai due ferraristi di prendere subito il largo. Dopo il primo giro di soste delle vetture di testa, Webber, che non si è fermato, è terzo, davanti a Button, Fisichella, Alonso e Raikkonen. L’australiano della Williams si ferma solo al giro 28, quando Raikkonen è già alla seconda sosta, scendendo al quinto posto. Con oltre venti secondi di vantaggio, i due della Ferrari riducono il loro passo; al trentottesimo giro Webber passa Fisichella in crisi di gomme. La seconda tornata di pit-stop non cambia nulla se non per l’avvicendamento tra le due Renault, mentre Raikkonen, risalito al terzo posto grazie alle soste degli altri, inizia a girare velocissimo. Al giro 55, il finlandese si ferma per la terza volta, rientrando di misura davanti a Webber, che un paio di giro più tardi sarà costretto al ritiro. A dieci giri al termine, Raikkonen passa anche Button riconquistando una posizione da podio. Michael Schumacher vince e accorcia in campionato da Alonso,quinto, che limita i danni in una giornata difficile per la Renault.

### Risultati
I risultati del Gran Premio sono i seguenti:
| Pos | Nº | Pilota               | Costruttore       | Giri | Tempo/Ritiro        | Griglia | Punti |
| --- | -- | -------------------- | ----------------- | ---- | ------------------- | ------- | ----- |
| 1   | 5  | Michael Schumacher   | Ferrari           | 67   | 1h27'51"693         | 2       | 10    |
| 2   | 6  | Felipe Massa         | Ferrari           | 67   | +0"720              | 3       | 8     |
| 3   | 3  | Kimi Räikkönen       | McLaren-Mercedes  | 67   | +13"206             | 1       | 6     |
| 4   | 12 | Jenson Button        | Honda             | 67   | +18"898             | 4       | 5     |
| 5   | 1  | Fernando Alonso      | Renault           | 67   | +23"707             | 7       | 4     |
| 6   | 2  | Giancarlo Fisichella | Renault           | 67   | +24"814             | 5       | 3     |
| 7   | 8  | Jarno Trulli         | Toyota            | 67   | +26"544             | 20      | 2     |
| 8   | 15 | Christian Klien      | RBR-Ferrari       | 67   | +48"131             | 12      | 1     |
| 9   | 7  | Ralf Schumacher      | Toyota            | 67   | +1'00"351           | 8       |       |
| 10  | 20 | Vitantonio Liuzzi    | STR-Cosworth      | 66   | +1 giro             | 16      |       |
| 11  | 14 | David Coulthard      | RBR-Ferrari       | 66   | +1 giro             | 10      |       |
| 12  | 21 | Scott Speed          | STR-Cosworth      | 66   | +1 giro             | 19      |       |
| Rit | 9  | Mark Webber          | Williams-Cosworth | 59   | Perdita d'acqua     | 11      |       |
| Rit | 22 | Takuma Satō          | Super Aguri-Honda | 38   | Cambio              | 17      |       |
| Rit | 17 | Jacques Villeneuve   | BMW Sauber        | 30   | Incidente           | 13      |       |
| Rit | 11 | Rubens Barrichello   | Honda             | 18   | Motore              | 6       |       |
| Rit | 16 | Nick Heidfeld        | BMW Sauber        | 9    | Freni               | 15      |       |
| Rit | 4  | Pedro de la Rosa     | McLaren-Mercedes  | 2    | Pompa della benzina | 9       |       |
| Rit | 23 | Sakon Yamamoto       | Super Aguri-Honda | 1    | Trasmissione        | PL      |       |
| Rit | 10 | Nico Rosberg         | Williams-Cosworth | 0    | Incidente           | 14      |       |
| SQ  | 19 | Christijan Albers    | MF1-Toyota        | 66   | Squalificato        | 21      |       |
| SQ  | 18 | Tiago Monteiro       | MF1-Toyota        | 65   | Squalificato        | 18      |       |

## Classifiche mondiali

### Piloti
| Pos | Pilota               | Punti |
| --- | -------------------- | ----- |
| 1   | Fernando Alonso      | 100   |
| 2   | Michael Schumacher   | 89    |
| 3   | Felipe Massa         | 50    |
| 4   | Giancarlo Fisichella | 49    |
| 5   | Kimi Räikkönen       | 49    |
| 6   | Juan Pablo Montoya   | 26    |
| 7   | Jenson Button        | 21    |
| 8   | Rubens Barrichello   | 16    |
| 9   | Ralf Schumacher      | 13    |
| 10  | Nick Heidfeld        | 13    |
| 11  | David Coulthard      | 10    |
| 12  | Jarno Trulli         | 10    |
| 13  | Jacques Villeneuve   | 7     |
| 14  | Mark Webber          | 6     |
| 15  | Nico Rosberg         | 4     |
| 16  | Pedro de la Rosa     | 2     |
| 17  | Christian Klien      | 2     |
| 18  | Vitantonio Liuzzi    | 1     |

### Costruttori
| Pos | Costruttore       | Punti |
| --- | ----------------- | ----- |
| 1   | Renault           | 149   |
| 2   | Ferrari           | 139   |
| 3   | McLaren-Mercedes  | 77    |
| 4   | Honda             | 37    |
| 5   | Toyota            | 23    |
| 6   | BMW Sauber        | 20    |
| 7   | RBR-Ferrari       | 12    |
| 8   | Williams-Cosworth | 10    |
| 9   | STR-Cosworth      | 1     |